# Arianula
Arianula (лат.) — род бабочек из семейства Mimallonidae. Неотропика.

## Описание
Мелкого размера бабочки. Отличаются крыльями, которые имеет неравномерно разбросанные полупрозрачные пятна на всех крыльях (Arianula это единственный другой род Mimallonidae, кроме Adalgisa, с таким признаком). Тем не менее, Arianula легко распознается по альтернативной конфигурации этих гиалиновых пятен, так что на переднем крыле меньше пятен, чем у Adalgisa, причем наиболее заметное пятно находится между Rs4 и M1 (наоборот, у Adalgisa, наиболее явное пятно находится между Rs2 и Rs3); и уникальное трио прямоугольных пятен на заднем крыле между M3, CuA1 и CuA2, не наблюдавшееся в этом расположении у Adalgisa. Род был впервые выделен в 2012 году французским энтомологом Daniel Herbin. Валидный статус таксона был подтверждён в ходе ревизии в 2019 году американскими лепидоптерологами Райаном Александером Ст. Лаурентом (Ryan A. St. Laurent, Cornell University, Department of Entomology, Итака, США) и Акито Кавахарой (Akito Y. Kawahara, University of Florida, Гейнсвилл, Флорида).
- Arianula feiranovensis  Herbin & C. Mielke, 2014 (Бразилия: Maranhão)[4]
- Arianula haxairei  Herbin, 2012 (Французская Гвиана)[5]